# مارسيلو سالاس
خوسيه مارتشيلو سالاس ميليناو (بالإسبانية: José Marcelo Salas Melinao)، من مواليد 24 ديسمبر 1974 في تيموكو في تشيلي، لاعب كرة قدم تشيلي.
بدأ مسيرته الكروية مع نادي يونيفيرسيداد دي تشيلي في عام 1993، ولعب معهم حتى عام 1996، وشارك معهم في 110 مباريات وسجل 74 هدف، وفي عام 1996 انتقل إلى نادي ريفر بليت الأرجنتيني، ولعب معهم حتى عام 1998، وشارك معهم في 51 مباراة وسجل 26 هدف، وفي عام 1998 انتقل إلى نادي لاتسيو الإيطالي، ولعب معهم حتى عام 2001، وشارك معهم في 74 مباراة وسجل 41 هدف، وفي عام 2001 انتقل إلى نادي يوفنتوس الإيطالي، وكانت أسوء محطاته حيث تعددت إصاباته ولعب القليل من اللقائات، حيث لعب معهم حتى عام 2003، وشارك معهم في 14 مباراة وسجل هدفين فقط، وفي عام 2003 انتقل إلى نادي ريفر بليت الأرجنتيني، ولعب معهم حتى عام 2005، وشارك معهم في 43 مباراة وسجل 7 أهداف، ومنذ عام 2005 وهو يلعب مع نادي يونيفيرسيداد دي تشيلي.
منذ عام 1993 وهو يلعب مع منتخب تشيلي لكرة القدم.

## مسيرته الكروية
لعب مارتشيلو سالاس خلال مسيرته الاحترافية مع 4 أندية في سبعة عشر موسمًا وسجل خلالها 150 هدف ضمن 324 مباراة. حيث فاز في موسم واحد بالكأس وفي ثمانية مواسم بالدوري.
خاض مارتشيلو سالاس مسيرته مع نادي أونيفرسيداد دي تشيلي في موسم 1993 في المرة الأولى ليلعب معه أربعة مواسم ثم في موسم 2005 ليلعب معه أربعة مواسم، مشاركًا طوالها في 143 مباراة سجل خلالها 81 هدفًا. ثم انتقل إلى نادي ريفر بليت في موسم 1996–97 في المرة الأولى ولمدة موسمين ثم في موسم 2003–04 ولمدة موسمين، حيث شارك طوالها في 85 مباراة سجل خلالها 34 هدفًا. لينتقل بعدها إلى نادي لاتسيو في موسم 1998–99 واستمر معه طيلة ثلاثة مواسم، مشاركًا في 79 مباراة سجل خلالها 33 هدفًا. ثم انتقل إلى نادي يوفنتوس في موسم 2001–02 ولمدة موسمين، مشاركًا في 17 مباراة سجل خلالها هدفين.

## روابط خارجية
- مارتشيلو سالاس على موقع الاتحاد الدولي (مؤرشف)  (الإنجليزية)
- مارتشيلو سالاس على موقع الاتحاد الأوربي (الإنجليزية)
- مارتشيلو سالاس على موقع قاعدة بيانات كرة القدم.إي يو (الإنجليزية)
- مارتشيلو سالاس على موقع ناشيونال فوتبول تيمز (الإنجليزية)
- مارتشيلو سالاس على موقع Soccerway.com (الإنجليزية)
- مارتشيلو سالاس على موقع عالم كرة القدم.نت (الإنجليزية)
- مارتشيلو سالاس على موقع كووورة